# Холм Славы (Ялта)
«Холм Славы» — мемориальный комплекс в Ялте в память всех павших в годы Гражданской и Великой Отечественной войн.
Расположен на одной из трёх главных возвышенностей города — холме Дарсан, на высоте 110 метров над уровнем моря.

## Описание
Мемориал представляет собой большое кольцо из железобетона, облицованное инкерманским камнем. В центре кольца горит Вечный огонь.
На внутренней стороне кольца высечены рельефные изображения воинов Советской Армии, моряков-черноморцев, партизан и подпольщиков.
Гранитная стела увековечивает имена тех, кто в годы Революции и Гражданской войны боролся за установление Советской власти в Крыму: Д. И. Ульянов, М. В. Фрунзе, В. К. Блюхер, Я. Ю. Тарвацкий, И. И. Подвойский, Ю. И. Дражинский, П. М. Ословский, Я. О. Бронштейн, Н. М. Сосновский.

## История
Комплекс был открыт 6 ноября 1967 году к 50-й годовщине Октябрьской революции. Одновременно была открыта канатная дорога Ялта-горка, которая позволяет преодолеть основную часть подъёма от набережной.
Вечный огонь был зажжён от пламени Вечного огня на Малаховом кургане в Севастополе.
Авторы памятника  — скульптор Ю. Г. Орехов, архитекторы В. А. Петербуржцев, А. В. Степанов, А. А. Попов.
В 1973 году установлена стела в память героев Гражданской войны, автор  —  П. А. Стариков.
В 80-ее годы на холме, где до этого не было растительности, а склоны изрыты эрозионными морщинами, был разбит Нагорный парк.
В 2019 году установлены мраморные плиты с именами 33 Героев Советского Союза защищавших Ялту.
9 мая 2020 года при поддержке банка Россия был завершена глобальная реконструкция как самого мемориал, так и прилегающих к нему территорий

### Вопрос сохранения мемориала
Мемориал получил статус памятника местного значения ещё в 1980 году, но по существовавшим в то время нормам охранная зона оставляла лишь 25 метров, а разбитый в 1980-х годах парк охранный статус не имел. После 1991 года, когда Крым отошёл к независимой Украине, началась массовая застройка холма — участки «подобрались» буквально к его подножию. Несмотря на то, что в 2015 году, после российской аннексии Крыма, горсовет признал «Холм Славы» объектом культурного наследия с охранной зоной в 6 гектаров, застройка продолжилась многоэтажными жилыми домами на участках земли выделенных ещё при Украине. Только в 2018 году памятник признан Объектом культурного наследия России.

## В культуре
Памятник можно видеть в фильме 1984 года «Второй раз в Крыму» — к нему приходит главный герой возложить цветы к Вечному огню.